# Подземный город Наур

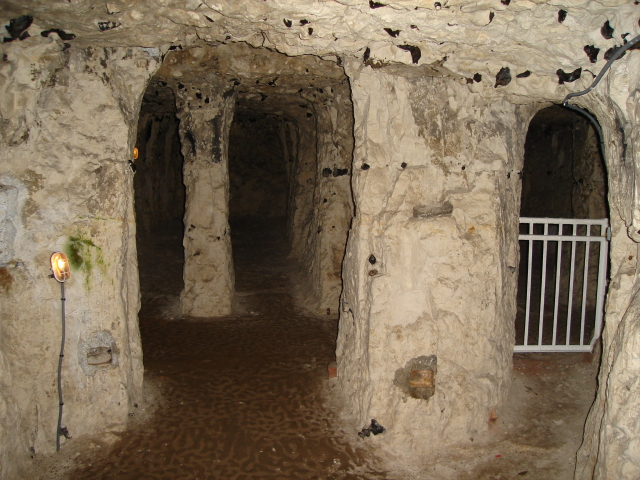
Подземный город Наур

Подземный город Наур (фр. Cité souterraine de Naours) — подземный ансамбль, расположенный под городом Наур во Франции, провинция Пикардия. Одно из самых знаменитых подземных сооружений во Франции. Является так называемым «мюшем» (Muche) — подземным убежищем, характерным для севера Франции, которые создавались для того чтобы пережидать нападения на поселения, для спасения жизней и имущества.
Ансамбль подземного города Наура был способен вмещать до 3 тысяч человек. Начало его сооружения относится к IX веку. Использовался жителями Наура на протяжении многих столетий. Жители скрывались там иногда в течение продолжительного времени, захватив с собой припасы еды, имущество и даже домашний скот. Использовалась хитроумная система дымоходов, чтобы не открыть расположение убежища дымом от очагов.
Открытие подземного города состоялось в конце XIX века. Сеть подземных улиц, галерей и площадей достигала 2 километров и располагалась, в среднем, на глубине 33 метра, среди построек находилась и довольно большая церковь. Сооружение убежища велось вручную.